# Williamodendron quadrilocellatum
Williamodendron quadrilocellatum är en lagerväxtart som först beskrevs av Van der Werff, och fick sitt nu gällande namn av K. Kubitzki & H.G. Richter. Williamodendron quadrilocellatum ingår i släktet Williamodendron och familjen lagerväxter. Inga underarter finns listade i Catalogue of Life.